# Галоч
Га́лоч (укр. Галоч, словац. Galoč) — село в Сюртэнской сельской общине Ужгородского района Закарпатской области Украины.
Население по переписи 2001 года составляло 498 человек. Почтовый индекс — 89430. Телефонный код — . Занимает площадь 0,006 км².
До июля 1945 года село не было частью чехословацкой Подкарпатской Руси, а принадлежало словацкому округу Вельке Капушаны.